# La Parenté étrangère
Pour plus de détails, voir Fiche technique et Distribution.
La Parenté étrangère (Чужая родня) est un film soviétique réalisé par Mikhail Schweitzer, sorti en 1955. C'est l'adaptation de la nouvelle Ne ko dvorou (Не ко двору) de Vladimir Tendriakov qui signe également le scénario.

## Synopsis
L'intrigue est inspirée d'un conflit entre Fedor partisan de la politique de collectivisation et les parents de sa jeune épouse, ardents opposants à la vie de ferme collective. La jeune femme se retrouve entre deux feux.

## Fiche technique
- Titre français : La Parenté étrangère[2]
- Titre original : Чужая родня
- Réalisation : Mikhail Schweitzer
- Scénario : Vladimir Tendriakov
- Photographie : Viatcheslav Fastovitch
- Musique : Andreï Pachtchenko
- Décors : Nikolaï Sovorov, Boris Bourmistrov
- Montage : N. Nikolaieva
- Musique : Andrei Pachtchenko

## Distribution
- Nikolaï Rybnikov : Fédor Soloveïkov
- Nonna Mordioukova : Stecha Riachkina, la femme de Fédor
- Nikolaï Sergueïev : Silanti Ryachkine, le père de Stecha
- Aleksandra Denissova : Alevtina Ryashkine, la mère de Stecha
- Elena Maksimova : Varvara Stepanovna
- Stepan Krylov : Miron
- Lioubov Malinovskaïa : Pelageïa, la femme de Miron
- Leonid Kmit : Fédot
- Vladimir Gouliaev : Soubbotine
- Iouri Soloviov : Piotr Tchijov
- Guennadi Youkhtine : Vasya, harmoniste
- Elena Volskaïa : Glazytcheva
- Leonid Bykov : Lev Zakharovich, enseignant
- Maija Zabulis : Tosya
- Alevtina Roumiantseva : Katya, l'amie de Tosya
- Gueorgui Jjionov : invité au mariage (non crédité)